# Tigran Kieosajan
Tigran Edmondowicz Kieosajan (ros. Тигран Эдмондович Кеосаян; ur. 4 stycznia 1966 w Moskwie) – rosyjski reżyser filmowy, dziennikarz i propagandysta.
Na kanale NTV prowadzi propagandowe show poświęcone polityce, pt. „Mieżdunarodnaja piłorama” (ros. Международная пилорама).
Decyzją z dnia 28 lutego 2022 r. Rada Unii Europejskiej nałożyła na Kieosajana sankcje za aktywne wspieranie lub realizację działań lub polityk podważających integralność terytorialną, suwerenność i niezależność Ukrainy, a także stabilność i bezpieczeństwo na Ukrainie, lub im zagrażających.
W styczniu 2025 jego żona, Margarita Simonjan, poinformowała, że Kieosajan znajduje się w stanie śpiączki.